# Suma de la Art d'Arismètica
La Suma de la Art d'Arismètica és la primera obra de Francesc Santcliment. Va ser impresa a Barcelona per Pere Posa el 1482 i actualment se’n conserva un original a la Biblioteca de Catalunya. Aquest exemplar se’l considera la primera aritmètica comercial catalana i una de les primeres d’Europa. És el primer llibre de matemàtiques, conegut, imprès a la península Ibèrica.

## Context[4][5]

### L'aritmètica als segles XIV i XV
La renovació de l’aritmètica medieval comença amb Leonardo de Pisa (o Leonardo Fibonacci), ca.1170-1240 amb el Liber abaci (Llibre de l’àbac) i altres obres, que van importar a Europa les matemàtiques islàmiques, en aquell moment més evolucionades. Així doncs, en l’obra de Fibonacci s’inspira el gènere de les aritmètiques mercantils, al nord d’Itàlia, en mans dels mestres d’abbaco, o mestres de comptes. Molts d’aquests mestres escriuen tractats d’abbaco (la majoria dels manuscrits que es coneixen són italians, uns tres-cents) que són tractats d’aritmètica aplicada a les necessitats mercantils. Les obres són escrites en la llengua de l’usuari immediat, i no pas en llatí. El que permetia que aquests coneixements arribessin a tothom que ho necessités mercaders, botiguers, artesans...
Tant els autors com els usuaris d’aquestes aritmètiques, pràcticament no tenien relació amb el món universitari. Les escoles on s’ensenyava l’abbaco eren institucions privades que no formaven part de l'elit social. 
El motiu pel qual s’escrivien aquestes aritmètiques mercantils no és exactament per l’ús com a manuals o textos utilitzats a les escoles d’àbac, sinó que els manuscrits aritmètics dels segles xiv i xv servien d’eina de referència. És probable que moltes cases mercantils tinguessin a mà algunes d’aquestes aritmètiques pel nombre de còpies que hi ha d’algunes obres. 
 Les matemàtiques involucrades interessaven també els joiers, banquers, consellers municipals i reials que aconsellaven sobre decisions monetàries i mestres de les seques, les institucions que encunyaven moneda a les ciutats importants. És un fet evident que als segles xiv i xv millorés notablement el coneixement de les persones relacionades amb aquestes operacions i que la millora anés lligada a la difusió de l’aritmètica mercantil. 
 A més a més, l’arribada de la impremta va fer que les aritmètiques mercantils assumissin una faceta nova com a precursores dels coneixements i de l'estatus social d’algunes professions. A partir de la segona meitat del segle xv grups socials com el dels pintors i escultors, el dels enginyers, o el dels grans comerciants i els banquers van millorar el seu estatus social. Les aritmètiques mercantils van passar a ser el gènere matemàtic més popular, a part dels calendaris i els horòscops. 
 Les xifres indoaràbigues i el principi de la numeració posicional decimal, que són unes de les grans innovacions de les matemàtiques medievals. Les aritmètiques dels segles xiv i xv van ser les responsables principals que se substituís la numeració romana. És més, fins a mitjans del segle xvi la majoria dels llibres d’àlgebra són precisament aritmètiques mercantils extenses que incorporen una secció d’àlgebra. Per tant, situem aquests textos de la baixa edat mitjana en els orígens de l’àlgebra renaixentista, una de les novetats més importants d’aquest període. 

## Contingut[1][6]
Suma de la Art de Arismetica, comença amb una primera part dedicada a la numeració, explicant com són les xifres aràbigues, com funciona el zero i què és el principi posicional. En els quatre apartats següents explica les operacions amb nombres enters: suma, resta, multiplicació i divisió. Als cinc apartats següents hi tenim la regla de tres i els nombres trencats (les fraccions) i el darrer bloc de capítols està dedicat a la resolució de problemes mercantils: la regla de companyies, canvis, barates, posicions, regla d’al·ligació i progressions.

### De nombrar i conèixer les figures
El primer capítol a parlar del sistema de numeració que fa servir, el sistema decimal posicional indo-aràbic. Comença amb la definició del terme nombrar:
“Nombrar es lo nombre preposat en algunes figures comunes, de paraula perceptiblement exprimir. Altrament, nombrar es lo nombre de l'enteniment concebut, per figures comunes visiblement representar”. 
S'entén per nombrar el fet de donar nom a unes figures que representen simbòlicament els nombres. Les figures, doncs, són els símbols que s’utilitzen per a expressar-los. Únicament hi ha deu xifres, amb les quals es pot representar qualsevol quantitat: 1, 2, 3, 4, 5, 6, 7, 8, 9, 0. Les nou primeres les anomena figures significatives i la última, xifra o figura de no-res. Remarca especialment la funció d’aquesta: 
“O, altrament, alguns l’apel·len zero, car no val res, mes fa valer les altres segons el lloc en què és”. 
Per exemple en el cas de les desenes: 10, 20, 30, 40, 50, 60, 70, 80, 90 que és el zero que els dona precisament el valor: 10 es deu vegades 1,... . 
Ja d’entrada Santcliment deixa enrere les xifres romanes i presenta els símbols indo-aràbics, que havien arribat a Europa al voltant del s. x. Aquest sistema numeral no comença a utilitzar-se de manera generalitzada fins al 1450, quan s’inventa la impremta.

### De saber que vol dir ajustar
Comença amb el concepte de ajustar, sumar: “Ajustar és molts nombres metre en un, lo qual solet val tant com tots los ajustats i no mes”.
Al llarg del capítol s'explica quin és el procediment que cal seguir per a aquesta operació, que no és diferent a l'actual. Insisteix en la importància de la col·locació dels dos (o més) nombres a sumar. 
Cal destacar la falta del signe aritmètic de la suma i que en la majoria d'exemples suma diferents monedes en la mateixa operació. Les monedes s’endrecen de major a menor valor d’esquerra a dreta, i l’operació s’inicia a la dreta, amb la unitat de menys valor. 

#### La prova general en les ajustacions
Per a comprovar la validesa del resultat de l'operació, Santcliment explica el procediment que cal seguir, la prova del nou:
A la suma realitzada, de la qual es vol comprovar el resultat, es traça una línia a l'esquerra de tot, on s'anotaran les proves: el resultat de sumar els dígits de cada fila mòdul 9. Seguidament s'ha de fer la suma de les proves, nombre que ha de coincidir amb la prova de la suma.

### De sostraure
“Sostraure es llevar un nombre d’un altre que sia major”
La segona espècie és la resta. Santcliment explica que sostraure, restar, és treure una quantitat a un nombre major que aquesta. Descarta la resta en l’ordre contrari, evitant treballar amb nombres negatius. 
Per saber quin és el nombre major i quin el menor dona dues regles. Primerament, si els dos nombres tenen el mateix ordre, és a dir, la mateixa quantitat de dígits, com 5732 i 5729, cal fixar-se si un té una xifra menor que l’altra en algun ordre (com és natural es miren els ordres d’esquerra a dreta). A l'exemple proposat, en les desenes tenim un 3 i un 2. Aleshores {\textstyle 5732>5729}. 
La segona regla és en el cas de dos nombres l’un amb major ordre que l’altre, el de major ordre és més gran: 7324 i 987. 
A l’hora d’operar el nombre menor és col·locarà a sota del major, vigilant l’ordre com en el cas de la suma: les unitats en una columna i les desenes i les centenes d’igual manera. 
Seguidament explica el procediment a seguir per a efectuar l’operació. El primer exemple que donat és: 95 menys 37. Ens deixa clar des del principi que no es realitzaran restes en les quals a la quantitat menor se li treu la major. En aquest exemple, però, s'ha de restar a 5 7. Els passos que segueix són: 
Es pren la primera desena, 10. {\textstyle 10-7=3}; nombre que se suma a 5; això fa 8, que és el resultat que a escriure. Amb la desena que s'ha usat, el que es farà és sumar-la al 3 de les desenes del menor nombre. Per tant, la següent resta a realitzar serà 9 menys 4, 5. 
Explicada la metodologia, Santcliment dona exemples de restes en les quals intervenen diferents tipus de monedes, com en les sumes del capítol anterior. En aquests exemples hi ha quatre files: en la primera (presta) la quantitat a la que se li restarà la segona fila (paga), en la tercera el resultat d’aquesta operació (resta), separades amb una ratlla al mig per a diferenciar-les, i a la quarta, aquesta també separada, la prova. A diferencia de la suma, en el cas de la resta la prova que utilitza és exactament igual a la que es fa ara: la suma l'element paga amb la resta, que ha de donar el mateix valor que el de presta. 

### Capítol que ensenya de multiplicar
Multiplicar consisteix en sumar. La multiplicació presentada és bàsicament igual a l'actual: El nombre gran a sobre del d'abaix de manera que les unitats ens quedin les unes sobre les altres, així com les desenes, centenes..., i es començarà l’operació de dreta a esquerra.
Donarà gran importància en saber les taules de multiplicar a la perfecció. 
L’algorisme per a la multiplicació és explicat amb diversos exemples ({\textstyle 5723*35}, {\textstyle 4573*201}, {\displaystyle 57324*573}) on s'especifíca pas per pas què és el que es fa i com s’ha de procedir amb gran detall. Finalment, perquè el lector pugui treure’n ús pràctic ofereix un petit exemple sobre mercaderia i monedes: 
“Multiplica’m 23 càrregues per 15 sous 7 diners” 
1. Primer de tot es multiplica els 7 diners per les 23 càrregues, obtenint 161 diners*, que són 13 sous 5 diners.
2. Seguidament els 15 sous per les 23 càrregues, que en són 345 de sous.
3. S'ajusta 13 sous 5 diners a 345 sous i s'ontindrà el resultat desitjat: 358 sous 5 diners.

*Fa esment a la multiplicació per coses dissemblants i semblants, com ara càrregues i diners, i dona una regla o més aviat la imposició que de càrregues per diners n’obtenim diners. 
Cal afegir que no únicament ensenya a desenvolupar un producte, sinó també a fer la comprovació que s’ha realitzat correctament l'operació. Novament utilitza la prova del nou: 
Es proposa escriure una creu de manera que a sobre del braç de dalt es troba el nombre gran de la multiplicació, el primer element de l'operació, mòdul 9. A baix del braç inferior de la creu es posa l’altre nombre que intervé en l'operació mòdul 9. Al costat del braç dret s'escriu el producte de les proves, és a dir, el de dalt pel de baix. Resta omplir el buit del braç esquerre, on hi va la suma dels dígits del resultat mòdul 9. El resultat obtingut serà correcte (de fet pot no ser-ho, però es pot assegurar amb gran certesa) si els nombres del braç dret i esquerre son iguals. 

### De la quinta especie, que s'anomena partir
L’autor introdueix la noció de dividir com: “Partir és contrari al multiplicar”. També ho explica com encabir en una “suma” algunes altres d’iguals i ens deixa clar que és indispensable saber sumar, restar i multiplicar. Seguidament, mostra l’aspecte escrit amb què ensenyarà les divisions i ràpidament comença a explicar com es divideix. Heus aquí una explicació mitjançant el seu mètode:
Per a dividir un nombre, A, entre un altre, B, el que cal fer primer és escriure A i B horitzontalment un a sobre l’altre de manera que hi hagi suficient espai entre ells per què n’hi càpiga un altre (que serà el resultat de la divisió) entre dues línies que s'han de traçar també. Haurem de visualitzar una quadrícula de manera que hi hagi un dígit per casella, i el nombre B s'ha de començar a escriure a partir de la columna on s'ha començat a escriure A, sempre que el nombre B hi “càpiga” en el nombre A’ (el nombre obtingut a partir dels primers n dígits de A, on n és el nombre de dígits de B i prenent la unitat com a últim), en cas contrari, s'escriu B a partir de la columna del segon dígit de A (i A’ serà el nombre obtingut a partir dels primers n+1 dígits de A).
Es pot començar ara a dividir. 
S'ha de deduir quantes vegades hi cap el nombre B en A’ (per exemple k). Aquest nombre k de vegades serà el primer dígit del resultat, que s'apuntarà entre les dues línies a sobre del primer dígit de B, i s'aplicarà l’algorisme de la divisió: multiplicar k pel primer dígit de B i comptar quant li queda a aquest per arribar al primer dígit de A’ (o al nombre obtingut dels dos primers dígits si A’ en té n+1), ara s'apunta aquesta resta a partir del primer dígit de A, sempre respectant l’ordre de la quadrícula i col·locant els nombres uns a sobre els altres, de manera que l’últim dígit de la resta estigui en la columna del primer dígit de B i escrivint zeros si s’escau.
Pel següent dígit de B es continua de manera semblant: es multiplica per k i se'l resta al nombre compost pels dígits de la resta anterior i el segon de A, i s'escriu la resta de la mateixa manera que abans, però a partir de la següent columna i arribant fins a la columna del segon dígit de B. Es continua successivament fins a acabar amb els dígits de B. 
Ara toca tatxar els dígits de B separadament i apuntar de nou B, però una columna més cap a la dreta i escrivint els seus dígits a sota dels anteriors, si és necessari. Aquest pas serveix per a veure què tocarà dividir seguidament, entre B, i és el nombre obtingut a partir de la última resta resultant del procediment anterior afegint-hi el dígit de A que coincideix en columna amb l’últim d’aquest nou B que hem escrit. 
S'anota el nou k d’aquest pas a la dreta de l’anterior i s'apunta els restes de la mateixa manera que s'ha fet abans. D’aquesta manera arribarà un punt en què s'hauran obtingut molts k’s diferents fins que l’últim dígit d’un nou B ens hagi de quedar més a la dreta que l’últim dígit de A, és llavors quan s'haurà acabat la divisió, i la resta d’aquesta serà l’última que hi ha apuntada a dalt. 
S'explica entremig de tots els casos que presenta que, com més gran és el nombre partidor, més difícil és l'operació. I així és, ja que no hi ha cap altra manera de saber quin k és el correcte que provant cada candidat a k multiplicat per B, i com més gran és B, més difícil és saber-ho.

### De la regla de tres
“Diu-se pròpiament per tant regla de tres per quant dins la dita espècie se contenen 3 coses, de les quals dues són semblants  i l’una és dissemblant. La qual espècie és general en tota mercaderia, […] I comença l'espècie en nostre parlar vulgar: Si tant val tant, què valdrà tant.”.
La qual anomena comunament “multiplica per son contrari i parteix per son semblant”, esmentant clarament quin és el que cal dividir i quin cal multiplicar ja que hi 
veu allà la dificultat en l’obtenció del resultat. 
Exemple: “Si 7 valen 5, què valdran 9?” 
Com està explicat, en ser 7 la cosa certa, 7 és el partidor. D’altra manera 9 és la cosa incerta que es vol saber i per això es multiplica pel contrari, que és el 
valor, els 5. 
1. {\textstyle 9*5=45}
2. {\displaystyle 45/7} és igual a {\textstyle 6} i {\textstyle 3/7}, el valor dels 9.

Seguidament donarà raons per usar aquesta sisena espècie i mostrarà quantitat de casos en els que es pot aplicar. 
“...per ço, primerament jo l’aplicaré en monedes, aprés en draperia i en pesos i mesures”
 Entre cas i cas explica en petites notes alguns consells per a resoldre diferents problemes, com per exemple que per fer un compte de càrrega a quintar serà més còmode prendre la tercera part del que costa la càrrega a l’hora de moure nombres: Si una càrrega costa 13 lliures, la tercera part de 13 lliures són 4 lliures i 1/3 de lliura, i 1/3 de lliura són 6 sous 8 diners; així el quintar, terç de 13 lliures, val 4 lliures 6 sous 8 diners. 
Exemple: “Si 38.016 diners(que munten los 132 ducats) valen 3.168 sous(que és la valor dels alfonsins), 2.205 diners(que són los 7 ducats i 15 sous i 9 diners) quant valdran”. 
1. {\textstyle 3168*2205=6985440}
2. {\textstyle 6985440:38016=183} sous
3. La divisió no és exacta, i per a treure la quantitat de diners que correspon a aquesta mica que queda s'haurà de multiplicar els 12 diners que són un sou per la mica que quedava, amb ajuda de la informació d’una d’aquestes notes, 9 diners. Per tant, el resultat és 183 sous 9 diners.

### Segueix-se la setena especie, que diem trencats
Aquest apartat comença amb la definició de nombre trencat, fracció: “Nombre trencat és tot ço i quant no és un enter, o lo que ha part d’un enter”.
Tot nombre trencat s’escriurà amb dos nombres, l’un damunt de l’altre amb una ratlla horitzontal al mig, que s'anomena nombrador (el que compta les parts trencades, a dalt) i denominador (que denomina i demostra quines parts trencades són, a baix): “Lo denominador tostemps fa un enter, i lo nombrador demostra les parts trencades que no compleixen a un enter”.
 Ensenyarà a reduir nombres trencats, sumar-los, restar-los, multiplicar-los,dividir-los, abreviar-los i saber-ne el valor: 
Reduir: “Metre diversos nombres trencats de diversos denominadors en un denominador comú a tots per fer-los semblants”. 
En donarà dues regles per a saber-ho fer, una és per a reduir dos nombres trencats i l’altra per reduir-ne molts. Per a reduir-ne dos el que s'ha de fer és, a partir de dues fraccions, posar com a comú denominador el producte dels dos denominadors, i com a nombrador de cada fracció, el nombrador antic multiplicat pel divisor de l’altra fracció. També explica com reduir enter i trencat per trencat, o per enter i trencat, etc. I per a reduir-ne dos o més troba el mínim comú múltiple dels denominadors i arregla cada fracció segons convé. Cal fer èmfasis és en dir que el terme “mínim comú múltiple” no l’utilitza, sinó que per dir que 12 és m.c.m. de 2, 3, 4 i 6 ell diu que 2, 3, 4 i 6 es troben en 12, que explica també com trobar-ho. 
Ajustar: Dos nombres trencats no es poden ajustar si no tenen el mateix divisor, és per això que s'ha ensenyat a reduir. Seguidament ensenya com sumar-los: trobant el m.c.m., que serà el divisor del "trencat suma", i sumant els nombradors una vegada reduïts, que compondrà el nombrador del "trencat suma". 
Restar: Igual procediment que en la suma amb la diferència que enlloc de sumar tots els nombradors reduïts per a obtenir el nombrador del "trencat resta", aquesta vegada es resten. 
Multiplicar: Inicia l’apartat donant-ne el mètode per a fer-ho (el mateix que l'actual) i s’esplaia en gran quantitat d’exemples sobre com multiplicar trencat per trencat, 
enter i trencat per trencat, enter i trencat per enter, etc. 
Dividir: Com que s'ha parlat de multiplicar, ara és indispensable parlar de dividir. Per a dividir un trencat, cal reduir el partidor i la suma (quocient i dividend) amb denominador comú 1. Una vegada fet això es partiran com si fossin enters. Per a donar pràctica del mètode s'adjunta sis exemples segons les diferents variacions que es poden presentar. 
Exemple: Partirem 3 i ¾ per 2/3.
 Primer de tot es redueix l'enter en el seu trencat, dient 4 vegades 3 fan 12, i 3 són 15. Es redueix tot a comú denominador 1 i es diu que 4 vegades 2 fan 8, i de 45 entre 8 en surt 5 i 5/8. 
Abreviar: Per poder abreviar un nombre trencat s'ha d’anar trobant nombres que divideixin tant a nombrador com a denominador, el que vingui de la divisió del nombrador serà el nou nombrador i el que vingui de la divisió del denominador serà el nou denominador. En altres paraules queda explicada la simplificació de fraccions seguida d’algun exemple. 
Donat que ha parlat de multiplicar i de dividir, explica també, com a complement d’aquests apartats, com manipula els nombres si vol doblar o mediar, triplicar, etc. Per a doblar, per exemple, es pot tant multiplicar el nombrador per 2 com dividir el denominador per 2 (respectivament 3 per triplicar). I per a mediar dividim el nombrador per 2 o multipliquem el denominador per 2. En ambdós casos s’explica que si es vol dividir, per exemple per 2, el numerador o el denominador, sigui quin sigui haurà de ser múltiple de 2. 
Saber el valor: Quan es vol saber el valor de qualsevol nombre trencat, cal multiplicar el nombre d’aquell trencat per tant com val l'enter que és, i dividir la multiplicació pel denominador. El que en surti de la divisió serà el valor d’aquell nombre trencat. 
Exemple: “Quant valen ¾ d’1 florí a raó d’11 sous”. 
S'ha de multiplicar el valor del florí, 11 sous, per 3, que és el nombrador. En surten 3 sous, els quals s'han de dividir per 4, que és el denominador. Es té ara 8 sous, i resta 1 sou. Es multipliquen per 12 diners (valor del sou) i es divideixen per 4, aconseguint 3 diners. Llavors s'obté que ¾ de florí valen 8 sous 3 diners. 
Enllestits aquests apartats, ara posarà multitud d’exemples sobre nombres trencats aplicats a les diferents espècies anteriors, perquè quedi clara la pràctica, inclosa la regla de tres: 
Exemple: “Si ½ i 1/3 són ¾ i 1/5 d’una cosa, 2/3 i 3/7 què seran?” 
Per començar la resolució s'han de reduir tots els nombres que donats i l'enunciat s'haurà transformat en “Si 35/42 són 19/20 d’una cosa, 1+4/42 què seran?”. Llavors només cal aplicar la regla de tres, “multipliquem pel contrari i dividim pel semblant”. Obtenint com a resultat: 
{\textstyle 1,2485...=437/350=(24+34/35)/20=1+4/20+34/(35*20)=} “Un enter i 4 vintens i, de les 35 parts d’1 vintè, les 34 parts”. 

### Segueix-se la novena part d'aquest llibre
L’autor comet un error de numeració, realment aquest és el vuitè capítol i no el novè com afirma. Santcliment presenta aquí una nova espècie, que l’anomena la Regla de les Companyies.
El tipus de problema que es vol resoldre és: 
En una compra participen diversos inversors (companyia), cadascú aportant una part dels diners en realitzar-la i durant un temps determinat. Es vol conèixer quin és el guany o la pèrdua de capital que s’obté durant aquest temps. Caldria saber quina quantitat li pertoca a cada individu, que serà proporcional a la seva inversió inicial. Per tant, en aquests problemes intervenen tres coses que no s’han de considerar per separat, com remarca l’autor: les parts, el temps (durant el qual es fa l’aportació) i el guany o pèrdua obtingut. 
Com en els anteriors capítols, abans de donar un exemple, en el llibre hi ha una breu definició de què és la Regla de les Companyies. En aquest cas se la pot considerar un tipus de regla mnemotècnica per recordar les operacions que cal realitzar en un molt determinat tipus de problema. L’oració és la següent: “La regla de les companyies és aquesta que diu: per cadascuna multiplica, per totes ensems parteix”
 És l'explicació que ve just després la que dona més idea del procediment o algorisme a aplicar:
“La declaració de la regla damunt dita és aquesta: que per quan diu per cadascuna multiplica, se té d’entendre [que] per lo guany totes les parts hauran fet, per cadascuna de les parts deu ésser multiplicat. I per lo de la partió et vendrà serà la part que cadascú guanyarà o perdrà”.
 Per a entendre aquesta regla es proposa un exemple:  
“Han comprat lo càrrec d’una nau i lo primer paga del dit càrrec l’1/2. I lo segon, l’1/3. I lo terç paga l’1/4. I venen lo dit càrrec i trobense en guany 357 lliures. Vejam que té d’haver cadascú segons la part que cadascú ha pagat”.
A continuació explicarem molt breument quins són els càlculs lleugerament més detallats per tal d’aclarir la definició d’aquesta regla:
Primerament es troba el mínim comú múltiple entre els denominadors de les parts. Reserva els nombres que resulten de fer la divisió entre aquest valor i cadascun dels denominadors (la proporció de l’aportació de cadascun). Aquests seran cadascuna de les parts per les quals multiplicarà la quantitat obtinguda després de la venda. La suma d’aquestes parts és el nombre pel qual s'ha de dividir cadascun dels productes (és el preu inicial). El resultat d’aquestes tres divisions es correspon amb la quantitat de lliures que li pertoquen a cadascú.  

#### Segueix-se altra raó de companyies amb son temps
Com intervé el temps en aquesta regla:
“Tres mercaders han fet companyia a temps de 2 anys,i tots son entrats en un mateix dia i en una hora. És ver que lo primer ha mes en la companyia 75 ducats, raó de 24 sous lo ducat, i no és estat en la companyia sinó 1’any i 5 mesos. Ítem lo segon ha posat en la companyia 15 escuts, a raó l'escut de 22 sous. I, dels 2 anys que deia estar en la companyia, no hi ha estat sinó 1 any i 9 mesos. Ítem lo terç ha portat en la companyia 13 alfonsins, a raó de 36 sous l’alfonsí, i ha complit lo temps de 2 anys. I trobes que han guanyat 33 florins. Demante d’aquests 33 florins, quina donarem a cadascú segons lo que cadascú ha mes i lo temps que cadascú ha estat?”
Santcliment descriu quins són els passos a seguir per a aplicar la Regla de les companyies. Cal expressar les quantitats de diners en una única moneda, el temps en mesos i un cop les dades estiguin reduïdes tot a les mateixes unitats, cal multiplicar el temps durant el qual s’ha estat en la companyia per la quantitat aportada. Obtenint quina és la quantitat total invertida per cadascú. S'ha reduït el problema a un del tipus que hem vist abans. Ell no segueix aquest ordre exactament. El que fa és multiplicar la quantitat invertida pel nombre de mesos i després fer el canvi de monedes:
Primer 75 ducats durant 17 mesos, Segon 15 escuts durant 21 mesos, Tercer 13 alfonsins durant 24 mesos:  
Primer 30600 sous 
Segon 6930 sous 
Tercer 11232 sous 
Suma 48762 sous 
La suma d’aquestes quantitats donarà el que abans s'ha pres com a preu inicial. Aleshores caldrà multiplicar cada part pel guany i dividir per aquest nombre. Santcliment dona la solució directament, però el que passa aquí és que la divisió no ha donat entera. Considerem que 1 florí són 11 sous, aleshores 34560 florins són 380160 sous i ara podem seguir dividint: {\textstyle 380160:48762}, que ens dona 7 sous.      
El primer guanya 20 florins 7 sous
El segon guanya 4 florins i 7 sous
El tercer guanya 7 florins i 6 sous  

### Segueix-se les raons que es fan en la novena part d'aquest llibre, que s'anomenen canvis
Els canvis són els factors de conversió de l’època, el capítol tractarà sobre com valorar en preus diferents certes coses, canviar de moneda o de mesura algun valor donat, o per exemple saber dir el preu d’una cosa en la moneda de Catalunya i la del veí. Conclou la introducció amb un inconvenient fins ara no vist, i és que aquesta espècie, els canvis, no segueixen cap regla general pròpiament donada. Llavors, per a resoldre qualsevol onada de dubtes ques es pugui presentar sobre aquest camp, facilitarà la informació necessària en un conjunt d’exemples, justificats detalladament, que en constituiran el capítol ajudant-se d’unes regles més febles aplicables a cada cas.

### Segueix-se la desena part d'aquest llibre, en què es tracta de barates
Santcliment proposa en aquest capítol una solució a un problema d’intercanvi de mercaderies, per tal d’assegurar que hom qui fa el tracte no resulti estafat. Cal remarcar la importància que li dona a aquesta pràctica, mostrant que era més que freqüent a l’època.
 Defineix el concepte de baratar com:  
“Baratar vol dir igualment canviar una mercaderia justament per altra, sense tornar alguna cosa: que, quan jo deman una partida moneda, ja és vendre i no barata”.
 Es planteja l’intercanvi entre dos comerciants. Un ofereix el seu producte per un valor més elevat del que tindria i l’altre, en canvi, pel preu just. Situació clarament en desequilibri. Amb el mètode que ensenya, assegura que cap de les parts implicades resultarà enganyada i evita, també, la intervenció de la moneda, és a dir, que no cal tornar una part en efectiu. S'ha de conèixer el valor just dels productes per a la igualació de preus. I del que es tracta és d’igualar proporcionalment els preus i la quantitat de producte a intercanviar. 
 Exemple: Dos mercaders es disposen a canviar pebre i drap. El primer ofereix el pebre per 25 lliures el quintar, quan el preu del pebre és de 20 lliures. El segon demana 19 sous per la cana de drap, que és el preu just. Quant ha d’augmentar el preu del drap i quina quantitat li donarà perquè l’intercanvi sigui just? 
Al preu del pebre, 20 lliures (400 sous), se li ha augmentat 5 lliures, que són 100 sous. Cal multiplicar aquests 100 sous pels 19 sous als que es venen els draps i dividir pel preu del pebre, 400 sous. 
Això dona que a cada cana de drap cal augmentar-li 4 sous i 9 diners. La cana haurà de valdre 23 sous i 9 diners. 

### Segueix-se l'onzena part d'aquest llibre, en la qual se tracta de posicions
Aquesta espècie és una de les més fortes del llibre, que tracta sobre diferents tipus de “posició”, explica, que apareix quan un enunciat “comença amb falsia i fineix amb veritat”. En distingirà tres: d’una falsa posició, de dues falses posicions i de posició i remoció.

#### D'una falsa posició
La regla general per a la resolució: Es pren un nombre, el qual es multiplicarà pel que es vol saber, i aquella multiplicació s'haurà de dividir pel que ve donat per la falsa posició. 
En aquests subapartats es poden distingir tres casos més, per mitjà de sumes, de restes i de multiplicacions: 
Exemple de suma: Volem un nombre que sumant-li 1/3 i 1/4 d’ell mateix, i sumant-li 4, ens doni 10. 
Exemple de resta: Trobar un nombre que restant-li la tercera i quarta part d’ell mateix sigui igual a 3+1/5. 
Exemple de multiplicació: Ens demana que trobem un nombre tal que un 1/3+1/4 d’ell multiplicat per 2, per 3 i per 4 sigui 50. 

#### De dues falses posicions
Aquesta és la part més difícil del llibre a nivell de resolució de problemes sobre l’espècie en qüestió. Cal remarcar que, precisament en aquestes alçades, l’autor ofereix les paraules per empatitzar amb el lector “[...]la qual serveix a fer moltes raons difícils i empatxades. I fer-les menys de regla és gran fatigació i rompiment d’enteniment”.
D'altra banda, el mètode de resolució de dues falses posicions és aplicable a una falsa posició, de manera que si hom sap fer això, llavors també l’anterior. I aquest és l'exemple que mostra amb més claredat el tipus de problemes:
Un mercader ha comprat 3 peces de drap, una verda, una blanca i una negra, que en total li han costat 45 florins. La verda ha costat dues vegades la blanca més 4 florins, i la negra ha costat 3 vegades el que val la verda menys 5 florins. Quant costa cada peça de roba? 

#### De posició i remoció
Que significa posar i llevar, tercer apartat d’aquest capítol, del qual n’adjunta poca informació davant la falta de mètode aporta l’autor. Donat que no vol donar l’àmplia gamma de casos possibles, en deixarà només algun exemple per a "no perdre el temps en matèria que no sigui molt profitosa". 
Exemple: Aquest és el cas d’un home qui va anar, en 7 ocasions, a jugar. La primera vegada triplica els seus diners i perd 2 sous, la segona vegada els duplica i en perd 9. La tercera vegada els quadruplica i en perd un, i successivament, els triplica i en perd 8, en fa sis vegades més i en perd 2, els duplica i en perd 13, i finalment, la última i setena vegada els triplica i en perd 15. Quants sous tenia al principi si al final de tot no té sinó un sou just? 
 Es pot observar que tots aquests casos no semblen altra cosa que un seguit de problemes que es resolen, com a molt, amb un petit sistema d’equacions. I no és altra cosa que això, però en aquells moments la falta de notació algebraica en dificultava la visualització d’una resolució senzilla i un procés clar i entenedor, relativament parlant, per als problemes d’aquesta mena. 

### Regla d'al·ligació
Havent fet ja un estudi de les espècies, Santcliment troba oportú parlar de la fi de l’or i l’argent, és a dir l'entrada de mescles homogènies de metalls, en particular, en l'elaboració de les monedes. Per fer-ho, primerament presenta una sèrie d’equivalències entre unitats de pes.

### Segueix-se la darrera part d'aquest llibre, on se tracta de progressions
Les progressions, així anomenades per Francesc, són successions finites de nombres que presenta per explicar com calcular-ne la suma. Les que mostra són
simples successions, com per exemple 1,2,3,4,5,6, ó 2,4,6,8, de les quals calcular-ne el sumatori pot ser un procés llarg, però no complicat. I així és, donat que si enlloc de 6 o 4 nombres en tenim 6000 o 4000, el temps de càlcul s'escampa en una continuïtat inacabable de sumes trivials. Aleshores, aquest breu capítol facilitarà una informació senzilla per a no tenir aquests problemes. 
Vegeu també l'apartat 1.1. Primers anys (1777–1798) de l'article Carl Friedrich Gauss.